# 圣儒斯蒂娜堂 (威尼斯)
圣儒斯蒂娜堂（Santa Giustina di Venezia）是威尼斯城堡区一座已经关闭的前罗马天主教教堂。 
该堂由奥斯定会修女建于15世纪下半叶。修道院在1896年关闭。
该堂立面使用大理石建造，巴洛克风格，设计者为羅根納。